# 스틸케이스
스틸케이스(Steelcase)는 다국적 사무가구 제조회사이다. 국내에는 (주)인터맥스 (주)프론티어코리아 (주)더체어 3개의 회사가 스틸케이스 공식 딜러로 활동하고 있다. 스틸케이스는 1912년 창립한 미국 미시간주 그랜드 라피즈에서 철제 사무가구 제조회사이다. 현재 인테리어 자재, 가구, 산업용품을 생산하고 있다. 1914년 The Metal Office Furniture Company란 회사이름으로 Victor fireproof waste basket이라 불리는 철제 쓰레기통을 첫 생산했다. 1954년 스틸케이스로 사명을 변경했다.